# Kołos Niżnieczujskoje
Kołos Niżnieczujskoje (kirg. Футбол клубу «Колос» Нижнечуйское) – kirgiski klub piłkarski, mający siedzibę we wsi Niżnieczujskoje, na północy kraju.

## Historia
Chronologia nazw:
- 1995: Kołos Niżnieczujskoje (ros. «Колос» Нижнечуйское)

Piłkarski klub Kołos został założony w miejscowości Niżnieczujskoje w roku 1995. W 1995 zespół debiutował w Wyższej Lidze, w której zajął ostatnie 8.miejsce w grupie spadkowej północnej. W 1995 również startował w rozgrywkach o Puchar Kirgistanu. W 1996 znów występował w rozgrywkach pucharowych, gdzie dotarł do 1/4 finału.

## Sukcesy

### Trofea międzynarodowe
Nie uczestniczył w rozgrywkach azjatyckich (stan na 31-12-2015).

### Trofea krajowe
| \| \| Zdobyte trofea w rozgrywkach Kirgistanu (stan na: 31-12-2015) \| |                                                               |      |                             |
| Rozgrywki                                                              | Osiągnięcie                                                   | Razy | Sezon(y)                    |
| Mistrzostwo                                                            | I miejsce                                                     | 0    |                             |
| Mistrzostwo                                                            | II miejsce                                                    | 0    |                             |
| Mistrzostwo                                                            | III miejsce                                                   | 0    |                             |
| Mistrzostwo                                                            | 8.miejsce                                                     | 1    | 1995 (gr.spadkowa północna) |
| Puchar                                                                 | zdobywca                                                      | 0    |                             |
| Puchar                                                                 | finalista                                                     | 0    |                             |
| Puchar                                                                 | ćwierćfinalista                                               | 1    | 1996                        |
| II liga                                                                | I miejsce                                                     | ?    |                             |
| II liga                                                                | II miejsce                                                    | ?    |                             |
| II liga                                                                | III miejsce                                                   | ?    |                             |
| Kirgistan                                                              | Zdobyte trofea w rozgrywkach Kirgistanu (stan na: 31-12-2015) |      |                             |

## Stadion
Klub rozgrywa swoje mecze domowe na stadionie w Niżnieczujskoje, który może pomieścić 1000 widzów.